# بسمة (مجلس محلي)
بسمة (بالعبرية: בסמ"ה) هو مجلس محلي يقع في منطقة حيفا وتحديدًا في وادي عارة شمالي إسرائيل. ويضم ثلاثة قرى عربية في منطقة المثلث الشمالي، وهي: (معاوية، وعين السهلة، وبرطعة). تأسس المجلس المحلي في عام 1995. تسمية «بسمة» هي اختصار لأسماء القرى الثلاثة.

## التركيبة السكانية

شعار المجلس المحلي بسمة.الشعار المعتدم حتى سنة 2017

حسب إحصائيات دائرة الإحصاء المركزية اعتبارًا من ديسمبر عام 2021، يعيش في بسمة حوالي 10497 نسمة. وينمو عدد السكان بمعدل سنوي قدره 2.69%. ووفقًا لدائرة الإحصاء المركزية اعتبارًا من ديسمبر عام 2021، يصنف المجلس المحلي 5 من أصل 10 بالنسبة للوضع الاجتماعي والاقتصادي. وبلغ متوسط الراتب الشهري للعامل في عام 2021 نحو 6167 شيكل جديد (المعدل الوطني: 10500 شيكل جديد).

## التعليم
بحسب احصائيات دائرة الاحصاء المركزية لعام 2021 بلغ عدد التلاميذ في مدارس القرية 2831 تلميذ. في القرية 7 مدارس لكل المراحل التعليمية. نسبة الطلاب الحاصلين على شهادة البجروت لعام 2021 غي القرية 65.5% من طلاب الثاني عشر. وبلغت نسبة الطلاب المتسربين في القرية 0.73% من عدد طلاب القرية. وبلغت نسبة الاكادميين 2.7%.